# Henri-Labourdette
Henri-Labourdette è stata una carrozzeria francese, attiva dal 1858 al 1939.

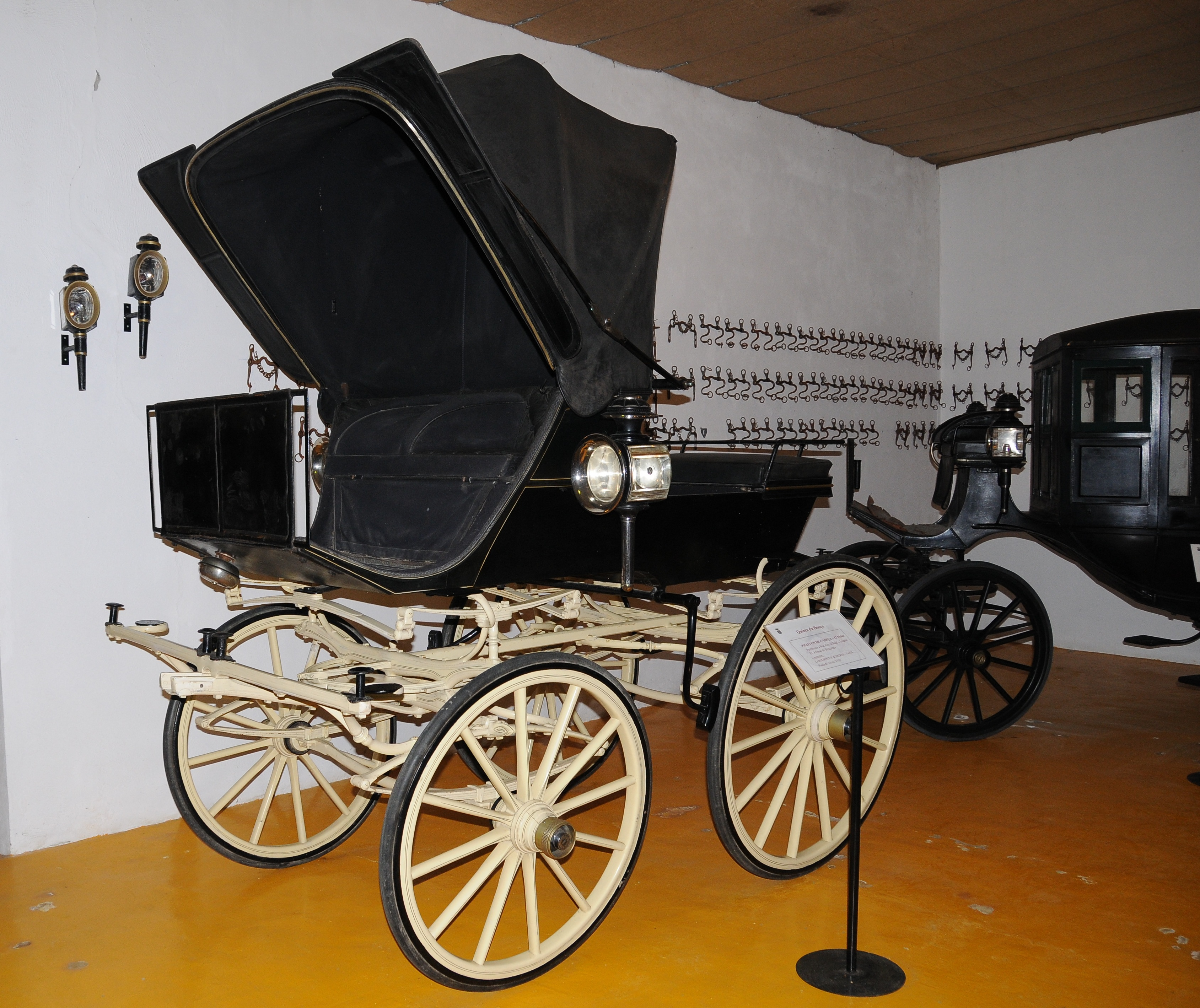
Una carrozza Phaeton Labourdette & Frères, con copertura a soffietto, di fine '800

L'azienda originaria Labourdette & Frères venne fondata da Jean Baptiste Labourdette (1826-1895), un abile fabbro che nel 1858 si trasferì a Parigi con i fratelli, dal natio Béarn, per esercitarvi la professione di carrozzaio, divenendo noto nella capitale francese per le sue carrozze dal telaio leggero e resistente. 
Il figlio Henri (1855-1910) continuò l'attività paterna e, rinominata la ditta Henri-Labourdette, fu protagonista dell'era pionieristica dell'automobile, diversificando la produzione di carrozze a cavalli con alcune carrozzerie automobilistiche, a partire dalla vetturetta vis-à-vis Georges Richard del 1896 e proseguendo con la prima automobile carrozzata berlina, ovvero con abitacolo chiuso, approntata per la vettura personale di Louis Renault nel 1899. 
In poco meno di tre lustri la Henri-Labourdette acquisisce una fama internazionale e una clientela nell'alta società, realizzando carrozzerie su autotelai di varie Case, per molti aristocratici europei come l'imperatrice Eugenia, gli infanti di Spagna, il re Alfonso XIII e alcuni principi russi.

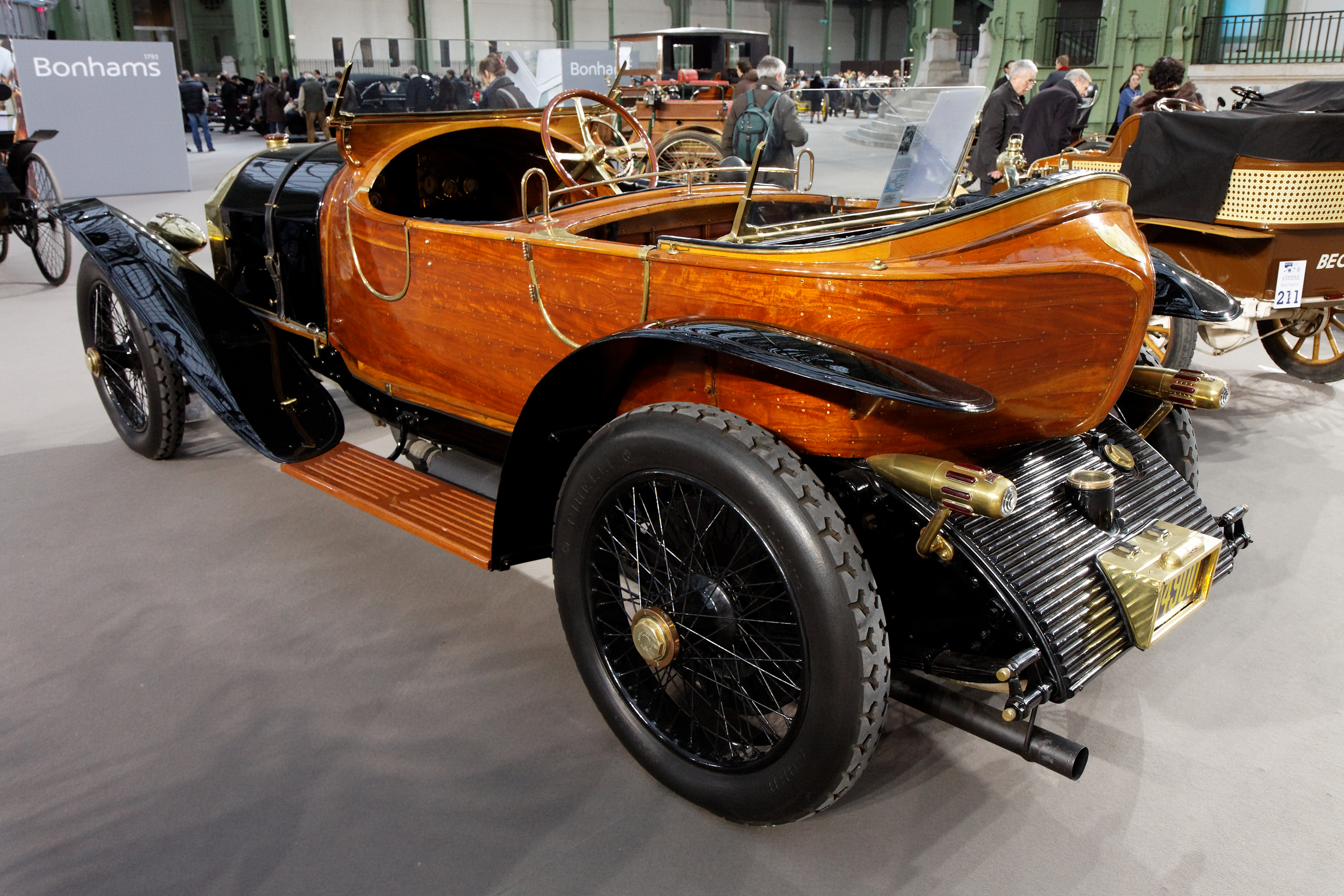
Una Peugeot type 160 Skiff del 1913

Durante il primo decennio del XX secolo il successo è travolgente e l'azienda si trasferisce dal modesto laboratorio in avenue de Malakoff al prestigioso opificio sugli Champs-Élysées, inoltre aprendo filiali a Madrid e San Pietroburgo.
Dopo la prematura morte di Henri Labourdette, avvenuta nel 1910, l'omonima azienda fu diretta dal ventiduenne figlio Jean (1988-1972), coadiuvato dal fratello minore Fernand. Nonostante la giovane età, Jean dimostrò subito d'essere degno del padre quanto a talento nella costruzione delle carrozzerie d'automobile, inventando moderne soluzioni e sperimentando l'uso di nuovi materiali. 
Tra le innovazioni più importanti ideate o sperimentate da Jean Labourdette si ricordano i primi finestrini discendenti alle portiere privi di intelaiatura (1911), la carrozzeria con abitacolo in legno "Torpedo-Skiff" (1912) e il parabrezza portante Vutotal (1935).
Negli anni '30, insieme a Figoni, Chapron e Saoutchik, Labourdette è tra i principali esponenti dell'école flamboyant; gruppo di stilisti protagonista di una stagione particolarmente creativa della carrozzeria automobilistica francese. 
Il "canto del cigno" fu la splendida Delage V12 Aerodynamique, realizzata nel 1937 per partecipare al Gran Premio di Francia, nel tentativo di risollevare le sorti della prestigiosa casa francese.  La carrozzeria Henri-Labourdette chiuse i battenti 1939.